# 順天 (郝定)
順天（じゅんてん）は金代に紅襖軍を率いて叛した漢の郝定が建てた私年号。1216年。
『金史』宣宗本紀にある郝定反乱の記事において元号への言及はないが、後世の考証に「順天」を挙げるものがある。建元年には1214年、1215年、1216年の諸説があるが、現在の研究では1216年を採っている。

## 西暦・干支・他元号との対照表
| 順天 | 元年    |
| 西暦 | 1216年  |
| 干支 | 丙子    |
| 金   | 貞祐4年 |